# Cabo Lopatka
El cabo Lopatka (del ruso: мыс Лопатка) es el punto más meridional de la península de Kamchatka, Rusia, en el que se sitúa la localidad rural de Semenovka en su punto más al sur y un puesto fronterizo. El cabo Lopatka se encuentra a unos 11 km al norte de la isla de Shumshu, la más septentrional de las islas Kuriles, separa por el primer estrecho de las Kuriles. El cabo Lopatka también sirve como la zona más septentrional habitada por el pueblo ainu. La región tiene una vegetación tipo tundra y la zona es azotada por fuertes vientos y lluvias torrenciales, siendo raros los días soleados.
En 1737, en el cabo Lopatka se registró el mayor tsunami de la historia, con 64 m, un tsunami que arrasó la península.

## Clima
| Parámetros climáticos promedio de Cabo Lopatka | Parámetros climáticos promedio de Cabo Lopatka | Parámetros climáticos promedio de Cabo Lopatka | Parámetros climáticos promedio de Cabo Lopatka | Parámetros climáticos promedio de Cabo Lopatka | Parámetros climáticos promedio de Cabo Lopatka | Parámetros climáticos promedio de Cabo Lopatka | Parámetros climáticos promedio de Cabo Lopatka | Parámetros climáticos promedio de Cabo Lopatka | Parámetros climáticos promedio de Cabo Lopatka | Parámetros climáticos promedio de Cabo Lopatka | Parámetros climáticos promedio de Cabo Lopatka | Parámetros climáticos promedio de Cabo Lopatka | Parámetros climáticos promedio de Cabo Lopatka |
| Mes                                            | Ene.                                           | Feb.                                           | Mar.                                           | Abr.                                           | May.                                           | Jun.                                           | Jul.                                           | Ago.                                           | Sep.                                           | Oct.                                           | Nov.                                           | Dic.                                           | Anual                                          |
| ---------------------------------------------- | ---------------------------------------------- | ---------------------------------------------- | ---------------------------------------------- | ---------------------------------------------- | ---------------------------------------------- | ---------------------------------------------- | ---------------------------------------------- | ---------------------------------------------- | ---------------------------------------------- | ---------------------------------------------- | ---------------------------------------------- | ---------------------------------------------- | ---------------------------------------------- |
| Temp. máx. abs. (°C)                           | 4.3                                            | 9.2                                            | 5.0                                            | 10.5                                           | 13.5                                           | 16.6                                           | 18.5                                           | 17.8                                           | 17.8                                           | 16.1                                           | 10.4                                           | 7.2                                            | 18.5                                           |
| Temp. máx. media (°C)                          | -2.4                                           | -3.2                                           | -1.8                                           | 0.2                                            | 3.3                                            | 7.0                                            | 10.2                                           | 11.9                                           | 11.1                                           | 7.5                                            | 2.5                                            | -1.1                                           | 3.77                                           |
| Temp. media (°C)                               | −3.9                                           | −4.7                                           | -3.3                                           | -0.9                                           | 2.0                                            | 5.4                                            | 8.6                                            | 10.2                                           | 9.4                                            | 5.9                                            | 0.8                                            | -2.7                                           | 2.23                                           |
| Temp. mín. media (°C)                          | −5.5                                           | −6.1                                           | −4.7                                           | -2.1                                           | 0.5                                            | 3.7                                            | 6.9                                            | 8.6                                            | 7.7                                            | 4.2                                            | -0.8                                           | −4.1                                           | 0.69                                           |
| Temp. mín. abs. (°C)                           | -21.0                                          | -18.7                                          | -17.3                                          | -10.0                                          | -5.0                                           | -1.3                                           | 1.0                                            | 3.5                                            | 0.0                                            | -2.8                                           | -8.9                                           | -13.2                                          | -21.0                                          |
| Precipitación total (mm)                       | 48.8                                           | 41.2                                           | 49.6                                           | 37.5                                           | 43.7                                           | 53.5                                           | 80.7                                           | 94.7                                           | 93.7                                           | 101.6                                          | 82.8                                           | 58.7                                           | 780.6                                          |
| Días de lluvias (≥ 1 mm)                       | 17.4                                           | 15.6                                           | 18.7                                           | 13.8                                           | 11.6                                           | 11.4                                           | 12.1                                           | 12.8                                           | 12.4                                           | 17.5                                           | 20.3                                           | 20.3                                           | 183.9                                          |
| Horas de sol                                   | 65                                             | 83                                             | 122                                            | 112                                            | 87                                             | 72                                             | 61                                             | 86                                             | 131                                            | 115                                            | 66                                             | 52                                             | 1052                                           |
| Fuente:                                        |                                                |                                                |                                                |                                                |                                                |                                                |                                                |                                                |                                                |                                                |                                                |                                                |                                                |